# 永遇乐
永遇乐，词牌名。亦称《消息》。双调一百零四字，二十二句，首起两句，第四、五、七、八句均为四字对，前后阕各四仄韵，上去通押。

## 词牌格式
仄仄平平，仄平平仄，平仄平仄。仄仄平平，平平仄仄，仄仄平平仄。
平平平仄，平平平仄，仄仄仄平平仄。仄平平，平平仄仄，仄平仄仄平仄。
平平仄仄，平平平仄，仄仄平平仄仄。仄仄平平，平平仄仄，仄仄平平仄。
平平仄仄，平平仄仄，仄仄平平仄仄。平平仄、平平仄仄，仄平仄仄。

## 例词
辛弃疾 京口北固亭怀古
千古江山，英雄无觅，孙仲谋处。舞榭歌台，风流总被、雨打风吹去。
斜阳草树，寻常巷陌，人道寄奴曾住。想当年，金戈铁马，气吞万里如虎。
元嘉草草，封狼居胥，赢得仓皇北顾。四十三年，望中犹记，烽火扬州路。
可堪回首，佛狸祠下，一片神鸦社鼓。凭谁问，廉颇老矣，尚能饭否。
李清照
落日镕金，暮云合璧，人在何处？染柳烟浓，吹梅笛怨，春意知几许！
元宵佳节，融和天气，次第岂无风雨？来相召、香车宝马，谢他酒朋诗侣。
中州盛日，闺门多暇，记得偏重三五。铺翠冠儿，撚金雪柳，簇带争济楚。
如今憔路，风鬟霜鬓，怕见夜间出去。不如向、帘儿底下，听人笑语。
蘇軾
明月如霜，好風如水，清景無限。曲港跳魚，圓荷瀉露，寂寞無人見。
紞如三鼓，鏗然一葉，黯黯夢雲驚斷。夜茫茫，重尋無處，覺來小園行遍。
天涯倦客，山中歸路，望斷故園心眼。燕子樓空，佳人何在？空鎖樓中燕。
古今如夢，何曾夢覺，但有舊歡新怨。異時對，黃樓夜景，為余浩歎。